# NGC 66
Az NGC 66 egy spirálgalaxis a Cetus (Cet) csillagképben.

## Felfedezése
Az NGC 66 galaxist Frank Müller fedezte fel 1886-ban.

## Tudományos adatok
A galaxis 7604 km/s sebességgel távolodik tőlünk.